# Château de Jouy (Jouy-en-Josas)

Le château de Jouy, situé à Jouy-en-Josas, au sud-ouest de Paris, dans le département français des Yvelines, en région Île-de-France, est un château conservé pour partie, actuellement occupé par l'École des hautes études commerciales de Paris, dite HEC Paris, pour ses activités de formation continue (Executive education) et comme site de séminaires.

## Histoire
Le château de Jouy est « vendu en 1834 au banquier James Mallet, mari de Laure Oberkampf. Il restera dans la famille jusqu'en 1953 ».

## Description des lieux

### Les jardins

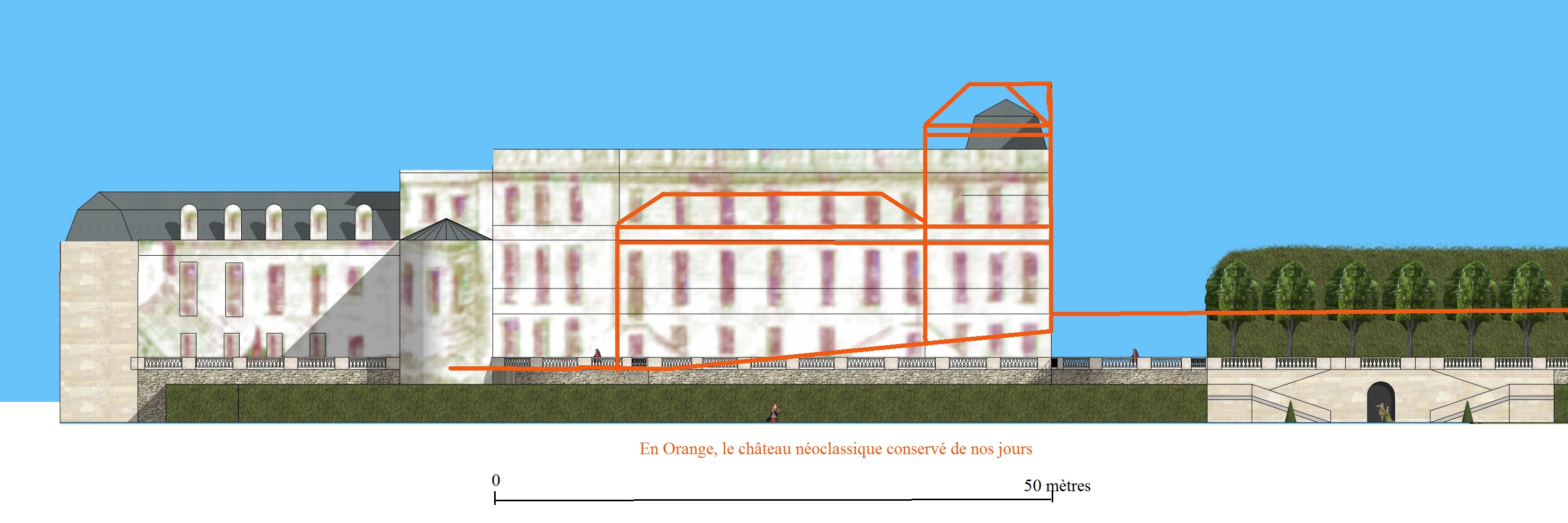
Superposition des élévations des châteaux successifs de Jouy-en-Josas.

Jouy possédait des jardins réguliers décrits par Dézallier d'Argenville, qui insiste sur la beauté du parterre de l'Orangerie, digne de celui des maisons royales. Le site était néanmoins encaissé au fond d'une vallée, ce qui ne permettait pas d'obtenir une belle vue.  
Le bâtiment de l'Orangerie est toujours conservé dans le cadre de l'école HEC qui gère le domaine, mais il est en totale ruines d'après les vues aériennes[réf. nécessaire].
Les jardins du château sont actuellement paysagés « à l'anglaise ».